# Pitho mirabilis
Pitho mirabilis is een krabbensoort uit de familie van de Mithracidae. De wetenschappelijke naam van de soort is voor het eerst geldig gepubliceerd in 1794 door Herbst.